# Otto Richard Gottlieb
Otto Richard Gottlieb (* 31. August 1920 in Brünn, Tschechoslowakei; † 19. Juni 2011 in Rio de Janeiro, Brasilien) war ein eingebürgerter brasilianischer Chemiker und Naturwissenschaftler jüdischer Abstammung.

## Leben
Otto Richard Gottlieb zog 1936 in der Zeit des aufkommenden Nazi-Regimes nach England. Seine Familie wanderte jedoch nach Brasilien aus, woraufhin er sich 1939 ebenfalls nach Brasilien begab. Im folgenden Jahr schrieb er sich ins Universitäts-College ein und arbeitete nebenbei im Immunologie-Labor des Butantã-Instituts und Redakteur für das Química Magazin, welches von der Escola Nacional de Química veröffentlicht wurde. Mit 21 Jahren entschied sich Gottlieb dazu die brasilianische Staatsbürgerschaft anzunehmen und schloss an der University of Brazil, der heutigen Federal University of Rio de Janeiro (UFRJ), als bester Student ein Chemiestudium ab. Er arbeitete anschließend für zehn Jahre in dem chemischen Unternehmen seines Vaters, welches essenzielle Öle aus einheimischen Pflanzen als Rohstoff für die Parfüm-Industrie gewann. Anschließend entschied sich Gottlieb dazu, Teil der angesehensten Forschungsgruppe für natürliche Produkte zu werden – dem Weizmann Institute of Science in Israel. Er erhielt außerdem ein Stipendium des nationalen Konzils für wissenschaftliche und technologische Entwicklungen und des nationalen Krebs-Institutes.
Da Gottlieb schon immer von der überwältigenden und üppigen chemischen Vielfalt der Naturstoffe des Amazonas-Regenwaldes fasziniert war, kehrte er 1961 nach Brasilien zurück, um die Position eines Technologen im Institute of Agricultural Chemistry (IAC) einzunehmen, wo er für wichtige Entdeckungen, wie zum Beispiel Aniba rosaeodora verantwortlich war. An der Rural University of Brazil, der heutigen Federal Rural University of Rio de Janeiro (UFRRJ), bekam er seinen Doktortitel und den brasilianischen Titel livre-docente. 1964 arbeitete Gottlieb dann als Professor im Labor der University of Sheffield in England und ging für ein Praktikum einen Monat nach Amerika an die Indiana University. Im gleichen Jahr kehrte er noch nach Brasilien zurück, um die Gründung des phytochemischen Labors an der University of Brasilia (UnB) zu überwachen. Im Jahre 1967 gründete er das Laboratório de Química de Produtos Naturais no Instituto de Química da Universidade de São Paulo (chemisches Labor für Naturstoffe am chemischen Institut der University São Paulo). Gottlieb blieb an der University São Paulo, bis er mit 70 in Rente ging. Bis zu seinem Tod lebte er in Rio de Janeiro.

## Forschung
Gottlieb kartographierte hunderte pflanzliche Spezies und Hinweise für ihr Verhalten, was es ihm ermöglichte die Artenvielfalt des Ökosystems zu erfassen. Seine Forschung basierte auch auf den Entdeckungen auf Substanzen wie Neolignane, welche einen entzündungshemmenden Effekt aufweisen. Insgesamt baute Gottlieb während seines Lebens eine eigene Bibliothek über natürliche Rohstoffquellen mit etwa zweitausend Büchern auf. Zusätzlich resultierten aus seinen Forschungen fast 700 Artikel – alle hauptsächlich über Nachhaltigkeit.

## Auszeichnungen
Im Jahre 1977 war Gottlieb der erste Chemieprofessor, der den Fritz-Feigl-Preis überreicht bekam, welcher vom CRQ-IV (4. Regionaler Chemie Verband) seit 1996 in Brasilien verliehen wird. 1991 erhielt er den TWAS-Preis.
Zusätzlich war er für weitere Preise nominiert. Dazu gehören der Anísio-Teixeira-Preis, für welchen Gottlieb im Jahre 1986 nominiert war und der Nobelpreis für Chemie, für welchen er in den Jahren 1998, 1999 und 2000 nominiert war. Die Nominierung galt seinen Forschungen an chemischen Strukturen von Pflanzen, welche es ermöglichen den Erhaltungszustand von einigen Ökosystemen zu analysieren. Seine Arbeit offenbarte die Artenvielfalt der brasilianischen Flora und förderte die Entwicklung sekundäre Pflanzenstoffe im Land. Somit galt er als der brasilianische Naturwissenschaftler, der am nächsten dran war, den Nobelpreis zu erhalten.